# Coolabah
Coolabah est un petit village dans l'État de Nouvelle-Galles du Sud en ⁣⁣Australie⁣⁣, à 76 km de Nyngan et 656 km au nord-ouest de Sydney. Coolabah se trouve sur la Mitchell Highway des deux côtés, à l'est du comté de Brewarrina et dans l'est du comté de Bogan.

## Histoire
Son nom vient de Coolabah, une propriété à proximité.
La ligne de chemin de fer, la raison principale de son existence, a ouvert en 1884 et a fermé à cause d'une inondation ayant eu lieu à Nyngan le 17 mai 1989.

## Galerie

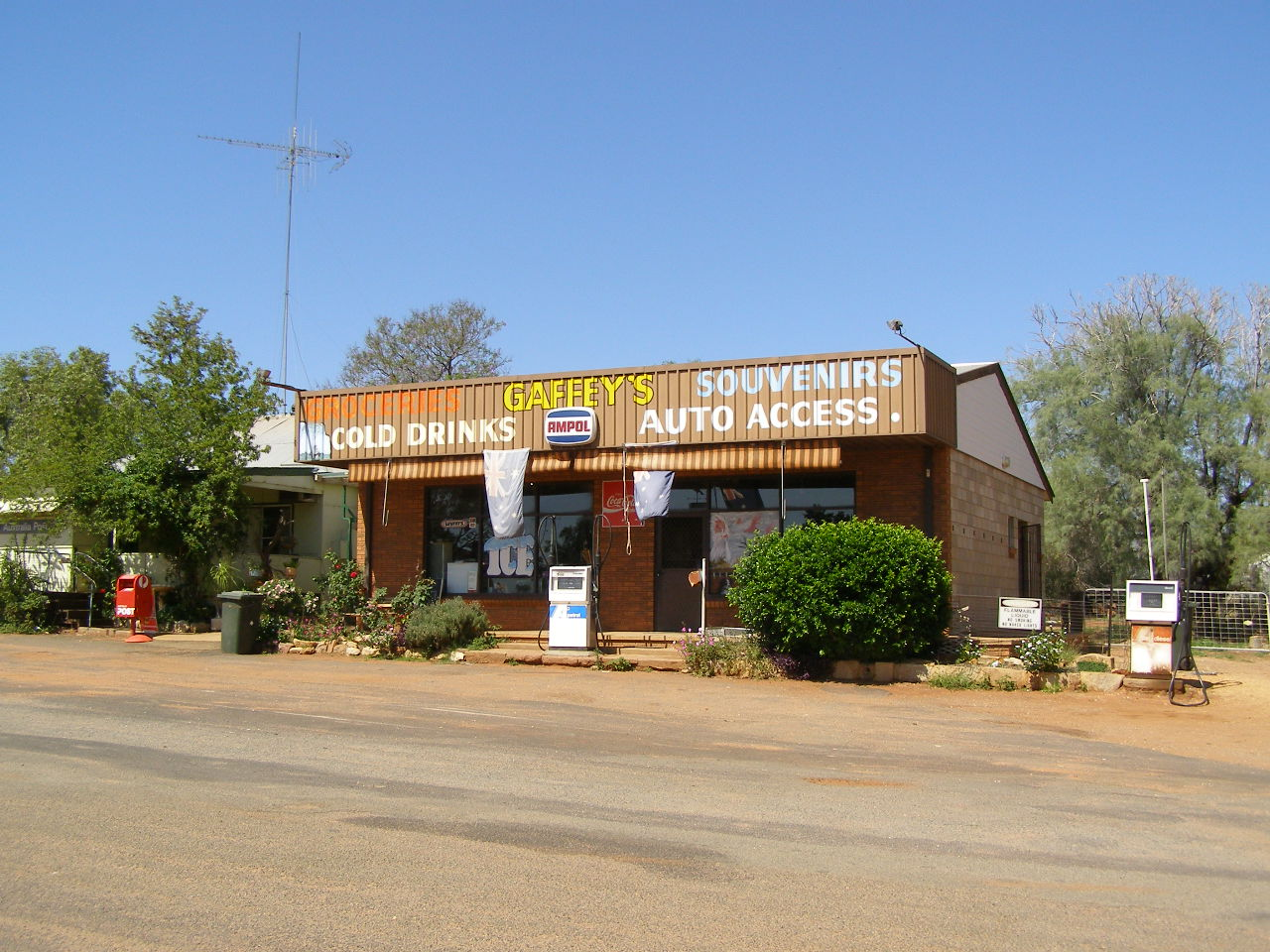
La station-service en 2007
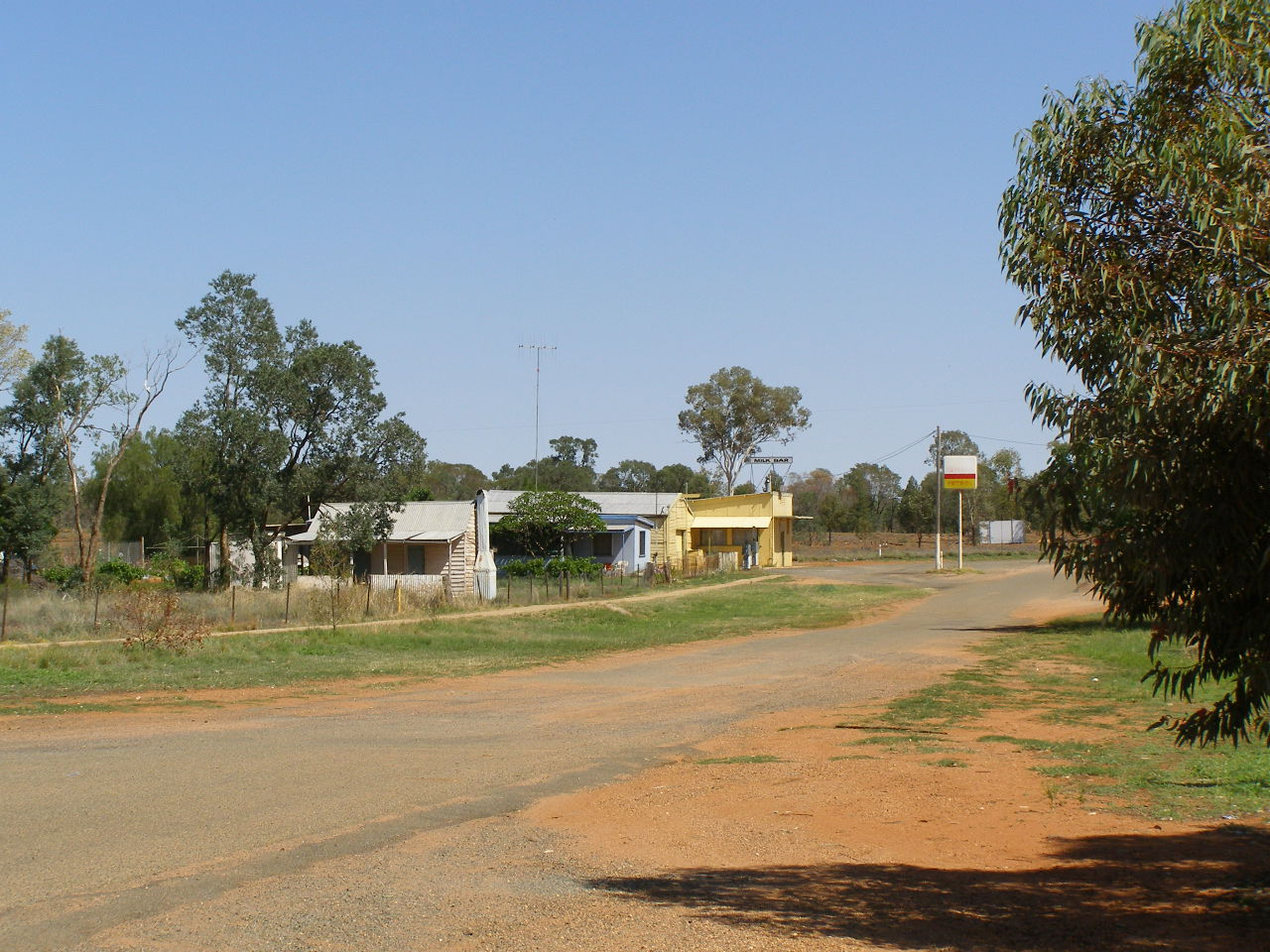
Paysage urbain de la Mitchell Highway, 2007
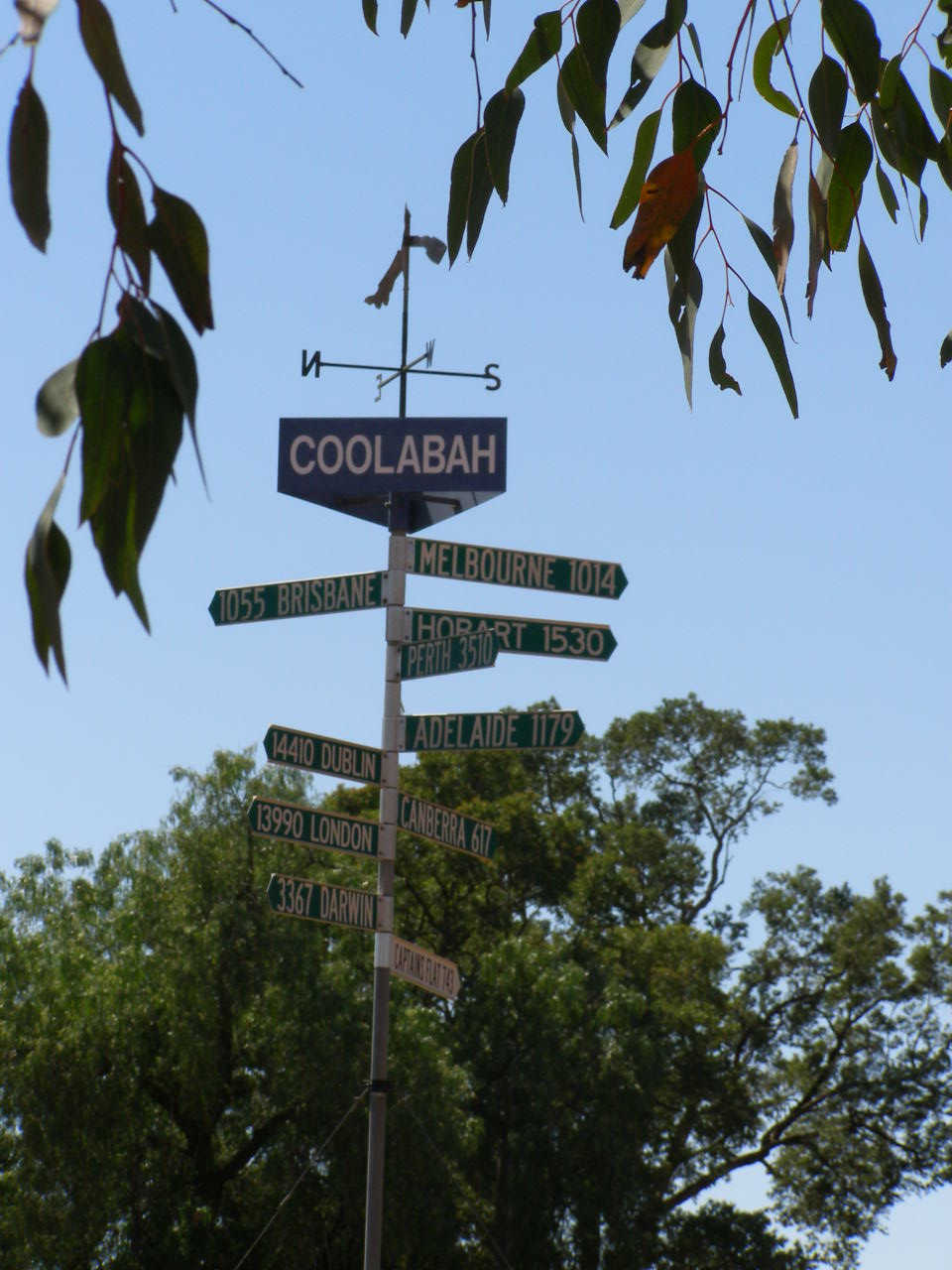
Panneau directionnel à Coolabah en 2007